# Tetrapolynema ogloblini
Tetrapolynema ogloblini is een vliesvleugelig insect uit de familie Mymaridae. De wetenschappelijke naam is voor het eerst geldig gepubliceerd in 1991 door Fidalgo.